# Distrito electoral de Jackson (Illinois)
Jackson (en inglés: Jackson Precinct) es un distrito electoral ubicado en el condado de Massac en el estado estadounidense de Illinois. En el Censo de 2010 tenía una población de 778 habitantes y una densidad poblacional de 7,99 personas por km².

## Geografía
Según la Oficina del Censo de los Estados Unidos, tiene una superficie total de 97.42 km², de la cual 95.62 km² corresponden a tierra firme y (1.85%) 1.8 km² es agua.

## Demografía
Según el censo de 2010, había 778 personas residiendo. La densidad de población era de 7,99 hab./km². De los 778 habitantes, estaba compuesto por el 88.05% blancos, el 10.28% eran afroamericanos, el 0% eran amerindios, el 0% eran asiáticos, el 0% eran isleños del Pacífico, el 0.77% eran de otras razas y el 0.9% pertenecían a dos o más razas. Del total de la población el 1.03% eran hispanos o latinos de cualquier raza.